# Anteromediální temporální resekce
Anteromediální temporální resekce je chirurgický výkon, při kterém je odstraněna část temporálního (spánkového) laloku. Používá se v léčbě farmakorezistentní epilepsie spánkového laloku. Jde o standardizovaný výkon, kdy neurochirurg resekuje temporální pól v rozsahu 3,5 cm (se zachováním gyrus temporalis superior), dále je odstraněna amygdala, převážná část hipokampu a parahipokampálního gyru.

## Efektivita
Efektivita anteromediální temporální resekce u dobře vybraných pacientů byla ověřena mnoha studiemi. Nejdůležitějšími prediktory úspěšné operace jsou:
- Přítomnost epileptogenní léze na magnetické rezonanci
- Přítomnost jednostranné meziální temporální sklerózy na straně temporálního laloku, odkud vychází epileptické záchvaty[4]
- Přítomnost hypometabolismu na PET mozku, což je zejména důležité při absenci nálezu na magnetické rezonanci
- Nález interiktálních i iktálních změn na EEG se stranově shoduje
- Kratší trvání epilepsie[4]

Pacienti, kteří mají obraz hipokampální sklerózy na magnetické rezonanci a podstoupí přední temporální lobektomii, mají nejlepší výsledky - 65 až 75 % pacientů zůstává trvale bez záchvatů nebo má jen aury (po dobu sledování 10 let od operace). Dalších 10–15 % pacientů má pooperačně záchvaty, ale nakonec dosáhnou bezzáchvatovosti. U vysoce selektované skupiny pacientů (např. s epileptogenní lézí na MR, histologicky verifikovanou hipokampální sklerózou, konkordantními EEG nálezy, nepřítomností duální patologie či jiných nesouhlasných preoperativních dat) dosahuje dlouhodobá bezzáchvatovost až 90 %.
U pacientů s meziální temporální epilepsií a normální magnetickou rezonancí se bezzáchvatovosti dosahuje u 50–60 % pacientů. Většina (70–87 %) má alespoň 75% redukci záchvatů.
Výsledky u pacientů s pozitivním PET nálezem a normální magnetickou rezonancí mohou být podle některých studií srovnatelné s výsledky pacientů s nálezem jednostranné hipokampální sklerózy na magnetické rezonanci. Ve studii z Philadephie se 46 pacienty s hypometabolismem na PET a normální magnetickou rezonancí bylo až 77 % bez záchvatů.

## Komplikace
Kognitivní poruchy
Epileptochirurgický výkon může zhoršit kognitivní funkce. Přibližně u 1/4 - 1/3 pacientů dojde k určitému stupni zhoršení paměti. Levostranná temporální resekce může vést ke zhoršení verbální paměti, zatímco prostorová paměť a učení mohou být postiženy při operaci pravého temporálního laloku. Ve studii se šestiletým sledováním u 85 pacientů po levostranné temporální resekci docházelo během prvních dvou let k poklesu kognitivních funkcí, poté došlo ke stabilizaci stavu na následující čtyři roky. Po pravostranné temporální resekci se výsledky kognitivních funkcí během dvou let po operaci zlepšovaly, ale poté se vrátily na předoperační uroveň.
Defekty zorného pole
Mezi možné komplikace temporální resekce patří postižení zorného pole, které jsou omezeny na horní kvadrant kontralaterálně k lézi. Příčinou je postižení Meyerovy kličky. V metaanalýze 76 studií, které zahrnovaly více než 1000 pacientů po temporální resekci, se vyskytovala horní kvadrantoanopsie v 18%, větší defekty zorného pole - homonymní hemianopsie -ve 2% se vyskytovaly. Risk je větší pro levostranné resekci. Poruchy zorného pole patrné bezprostředně po operaci se mohou částečně zlepšit, a proto omezení řízení na podkladě tohoto defektu, by měly být znovu zhodnoceny za 1 - 2 roky po operaci.
Psychiatrické následky
Po operaci může v některých případech dojít k rozvoji deprese a k potížím s psychosociální adaptací. Rizikovými faktory jsou osobní a rodinná anamnéza psychiatrických onemocnění, špatné zázemí a nedostatečná psychosociální podpora či určité osobnostní rysy.